# Complexe différentiel
Pour les articles homonymes, voir Complexe et Différentielle.
En mathématiques, un complexe différentiel est un groupe abélien (voire un module), ou plus généralement un objet d'une catégorie abélienne, muni d'un endomorphisme de carré nul (appelé différentielle ou bord), c'est-à-dire dont l'image est contenue dans le noyau. Cette condition permet de définir son homologie, qui constitue un invariant essentiel en topologie algébrique.
Un complexe différentiel peut être gradué pour constituer un « complexe de chaines » ou de « cochaines »). Il peut aussi être muni d'une multiplication ou d'une action extérieure compatible pour obtenir une structure d'anneau, algèbre ou module différentiels.

## Cas général

### Définitions
Soit d une différentielle sur E, c'est-à-dire un endomorphisme de E tel que d2 = 0.
Un élément du noyau de d est appelé un cycle. Un élément de son image est appelé un bord.
L'homologie du complexe différentiel (E, d) est le quotient du noyau de d par son image :
{\displaystyle \mathrm {H} (E)=\mathrm {Ker} (d)/\mathrm {Im} (d).}
Le complexe est dit acyclique si son homologie est nulle, c'est-à-dire si le noyau de d est égal à son image.
Un morphisme de complexes différentiels est une application linéaire qui commute avec la différentielle : {\displaystyle fd=df.}
Deux tels morphismes {\displaystyle f} et {\displaystyle g} sont dits homotopes s'il existe une application linéaire {\displaystyle h} appelé homotopie telle que {\displaystyle f-g=dh-hd}.

### Propriétés
Tout bord est un cycle.
Un morphisme de complexes différentiels induit une application linéaire entre les homologies.
Deux morphismes homotopes induisent la même application en homologie.
Étant donné une suite exacte courte de complexes différentiels :
{\displaystyle 0\longrightarrow A\longrightarrow B\longrightarrow C\longrightarrow 0,}
il existe une application linéaire appelé connectant entre l'homologie de C et celle de A, qui permet de définir un triangle exact.

## Chaines et cochaines

### Définitions
Un complexe de chaines se présente comme une suite d'espaces indexée par l'ensemble des entiers relatifs et munie d'applications linéaires de chaque espace vers le précédent,
{\displaystyle \cdots \to E_{i+1}{\stackrel {\partial _{i+1}}{\longrightarrow }}E_{i}{\stackrel {\partial _{i}}{\longrightarrow }}E_{i-1}\to \cdots }
de façon que les compositions de deux applications successives soient nulles : ∂i∂i+1 = 0.
Un complexe de cochaines se note souvent avec une indexation en exposant :
{\displaystyle \cdots \to E^{i-1}{\stackrel {d^{i-1}}{\longrightarrow }}E^{i}{\stackrel {d^{i}}{\longrightarrow }}E^{i+1}\to \cdots }
Dans les deux cas, la somme directe des espaces forme alors un complexe différentiel gradué, souvent notée avec une étoile en indice ou en exposant.
Un morphisme entre deux tels complexes décale les degrés d'une même constante additive qui est appelée degré du morphisme.
Le changement de signe de l'indexation faisant correspondre de façon biunivoque les complexes de chaines et les complexes de cochaines, le reste de la théorie générale peut se faire en ne considérant que les complexes de chaines.

### Propriétés
Toute composante d'un bord est un bord et toute composante d'un cycle est un cycle. L'homologie est donc graduée également.

### Produit tensoriel
Le produit tensoriel de deux complexes de chaînes (C', ∂') et (C", ∂") est le complexe (C, ∂) défini par
pour σ ∈ C'p et τ ∈ C"q. (On vérifie sans peine qu'on a bien ∂n–1∘∂n = 0.)